# Bad Marienberg (Verbandsgemeinde)
Wallmerod é um Verbandsgemeinde ("associação municipal") no distrito Westerwaldkreis na Renânia-Palatinado, Alemanha. A sede da Verbandsgemeinde está em Wallmerod.
O Verbandsgemeinde de Wallmerod é composto pelos seguintes Ortsgemeinden ("municípios locais"):
| 1. Bad Marienberg 2. Bölsberg 3. Dreisbach 4. Fehl-Ritzhausen 5. Großseifen 6. Hahn bei Marienberg 7. Hardt 8. Hof 9. Kirburg | 1. Langenbach bei Kirburg 2. Lautzenbrücken 3. Mörlen 4. Neunkhausen 5. Nisterau 6. Nistertal 7. Norken 8. Stockhausen-Illfurth 9. Unnau |